# Ghatixalus
Ghatixalus – rodzaj płazów bezogonowych z podrodziny Rhacophorinae w rodzinie nogolotkowatych (Rhacophoridae).

## Zasięg występowania
Rodzaj obejmuje gatunki występujące w Ghatach Zachodnich w południowych Indiach.

## Systematyka

### Etymologia
Ghatixalus: Ghaty (tj. Ghaty Zachodnie), od sanskr. ghaţ „stopnie”; rodzaj Ixalus A.M.C. Duméril & Bibron, 1841 (nazwa ta często jest używana jako przyrostek w wielu nazwach rodzajów w rodzinie Rhacophoridae).

### Podział systematyczny
Do rodzaju należą następujące gatunki:
- Ghatixalus asterops Biju, Roelants & Bossuyt, 2008
- Ghatixalus magnus Abraham, Mathew, Cyriac, Zachariah, Raju & Zachariah, 2015
- Ghatixalus variabilis (Jerdon, 1853)